# AVIF
AVIF (acrònim de AV1 Image File Format) és un format de fitxer d'imatge comprimides amb el AV1 dins del contenidor amb format HEIF.
El format AVIF és més eficient que el clàssic JPEG, assolint major eficiència en la compressió i amb resultants més acurats, amb menys artefactes i conservant millor els colors i formes originals.

## Suport
- Navegadors web
  - Google Chrome és completament compatible amb el format AVIF des de la versió 85, publicada l'agost de 2020.[3] Google Chrome 89 for Android adds AVIF support.[4]
  - Mozilla Firefox és compatible per defecte amb el format AVIF des de la versió 93, publicada l'octubre de 2021.[5]